# Rupprechtshöhe
Rupprechtshöhe ist ein Gemeindeteil der Stadt Pottenstein im Landkreis Bayreuth (Oberfranken, Bayern). Rupprechtshöhe liegt in der Gemarkung Püttlach.

## Lage
Direkt neben dem Weiler Rupprechtshöhe liegen die Ortschaften Büchenbach (Gemeinde Pegnitz), der Failnerhof und das kleine Dorf Püttlach. Oberhalb des Failnerhofs gibt es einen Panoramaausblick über Püttlach. Von dort aus kann man ins zirka 4 km entfernte Hohenmirsberg schauen und sieht unter anderem auch die Hohenmirsberger Platte (Aussichtsturm).